# Film catastrofico
Il film catastrofico o cinema catastrofico è un filone cinematografico, utilizzato in film del genere thriller, drammatico e avventuroso, che sviluppa la tematica tipicamente del disastro naturale o provocato dall'uomo e della relazione con esso, fino a spingersi talvolta alla possibile scomparsa del genere umano sulla Terra. Nell'ambito della fantascienza, il filone catastrofico (o catastrofista) viene fatto rientrare nella fantascienza apocalittica.

## Storia
Il cinema catastrofico viene fatto risalire all'attività di Felix E. Feist che nel 1933 diresse La distruzione del mondo (Deluge), film incentrato su un'eclisse solare che porta a uno sconvolgimento delle maree e alla distruzione della civiltà umana. 
Il successo internazionale del genere avviene agli inizi degli anni settanta, con l'avvento del catastrofismo moderno e l'uscita nelle sale di Airport, diretto da George Seaton. Successi quali L'avventura del Poseidon e L'inferno di cristallo consolidano in quegli anni il genere, che troverà a partire dagli anni novanta, con l'avvento della computer grafica, nuove espressioni visive. Il primo di questi film con forte interazione tra recitazione ed effetti visivi a ottenere grande successo internazionale è Independence Day, diretto da Roland Emmerich nel 1996. Nel 1998 sono usciti inoltre Armageddon - Giudizio finale e Deep Impact. Roland Emmerich ha prodotto altri film catastrofici come The Day After Tomorrow - L'alba del giorno dopo e 2012, uscito nel 2009 in Italia.
Il genere catastrofico, fin dalla sua nascita negli anni settanta, ha avuto una diffusione parallela anche sotto forma di film per la TV. 
Negli anni novanta, con l'introduzione della computer grafica, questi prodotti, solitamente girati con un basso costo, hanno guadagnato più popolarità. Il film catastrofico moderno più noto al pubblico mondiale è senz'altro  Titanic, diretto da James Cameron nel 1997.